# Albán Vermes
Albán Vermes, född 19 juni 1957 i Eger, död 3 februari 2021, var en ungersk simmare.
Vermes blev olympisk silvermedaljör på 200 meter bröstsim vid sommarspelen 1980 i Moskva.